# أريدي ماكمورلاندي
أريدي ماكمورلاندي (الاسم العلمي:Aerides macmorlandii) هو نوع من النباتات يتبع جنس الأريدي من الفصيلة السحلبية.